# Mrázovce
Mrázovce est un village de Slovaquie situé dans la région de Prešov.

## Histoire
Première mention écrite du village en 1408.

## Démographie

### Évolution de la population
| Année:               | 1994. | 2004.   | 2014. | 2024.    |
| -------------------- | ----- | ------- | ----- | -------- |
| Nombre de personnes: | 91    | 100     | 89    | 79       |
| Différence:          |       | +9,89 % | -11 % | -11,23 % |

| Année:               | 2023. | 2024. |
| -------------------- | ----- | ----- |
| Nombre de personnes: | 79    | 79    |
| Différence:          |       | +0 %  |